# Mirador (album)
Mirador is het tweede album van de band Sungrazer.
De plaat werd op cd en lp uitgebracht.

## Lijst van nummers
| nr. | titel        | duur  |
| --- | ------------ | ----- |
| 1   | Wild Goose   | 5:20  |
| 2   | Octo         | 3:11  |
| 3   | Sea          | 8:07  |
| 4   | Goldstrike   | 4:58  |
| 5   | Behind       | 13:47 |
| 6   | Mirador      | 8:24  |
| 7   | 34 & More... | 4:35  |

## Uitvoerende musici
- Basgitaar, zang – Sander Haagmans
- Drum – Hans Mulders
- Gitaar, zang – Rutger Smeets

- Coproducer – Sungrazer
- Tekst – Rutger Smeets, Sander Haagmans
- Mastering – Willi Dammeier (Institut Für Wohlklangforschung)
- Producer – MauCe Enterprises

## Trivia
- Het nummer 'Wild Goose' is gemasterd in Abbey Road Studios.
- Zang in het nummer '34 & More...' door Willem Philipsen.
- De hoes van de lp verschilt van de cover van de cd.